# Last Chance (film 1999)
Last Chance è un film del 1999 scritto, diretto e interpretato da Bryan Cranston, al suo esordio alla regia.

## Trama
Lauren lavora al Last Chance Cafe, l'unico bar in una cittadina sperduta nel deserto della Bassa California, ed è sposata con Lance, un uomo che non ha mai concluso nulla nella vita dopo la fine dei suoi giorni di gloria come atleta alle superiori. L'incontro con Sam, un uomo più anziano che ha sempre vissuto inseguendo i propri sogni, spinge Lauren a osare di più.

## Produzione
Le riprese principali si sono svolte in un ranch cinematografico a Yucca Valley nel luglio 1998.

## Distribuzione
Il film è stato distribuito nelle sale statunitensi il 10 gennaio 1999.